# Hustru Anna Nilsdotter
Anna Nilsdotter, i protokollen kallad "Hustru Anna Nilsdotter", var en svensk kvinna som dömdes för häxeri. Målet mot henne utgör ett exempel på ett trolldomsmål centrerat kring fenomenet med bjäror snarare än färder till Blåkulla, som svenska häxprocesser vanligen handlade om, och beskriver mjölkharens stora betydelse inom svensk häxtro.
Anna Nilsdotter kallas formellt för "Hustru Anna Nilsdotter" i protokollen, och bör alltså ha varit gift. Hon ställdes inför rätta vid ordinarie ting med Vartofta härad 29 oktober 1719. Hon anklagades för att ha åsamkat nämndemannen Niels Larsson värk i ryggen med en salva, för att ha stulit ur fattigkassan och sålt öl under gudstjänsten, men huvudpunkten var att hon hade använt sig av bjäror, och en stor mängd vittnen anklagade henne för detta. Prosten Seth och komminister Petrus Gazelius vittnade till hennes nackdel. Anna ska ha haft en liten ho stående under kyrkobacken, där hon ska ha låtit harar dricka. Många vittnen påstod sig ha sett harar springa från kyrkogården.
Anna sade att hon hade blivit använd av en någon som hade lagt ett hastigt fött och dött foster i den. Hennes son, 5-årige Nils, vittnade om att modern tre gånger om dagen brukade mjölka vita harar stora som katter från skogen. Den 10 juni 1720 fortsatte rannsakningen. Flera barn vittnade, och Fänrik Carl Mellin och inspektor Petter Aschan vittnade om att Anna en gång hade gett dem tips vid en harjakt. De hade sett flera underliga harar, men då de sköt en av dem och skulle skära upp honom, hade inälvorna börjat "liksom koka" och de hade blivit skrämda. En annan hare hade inte blivit träffad, trots att Aschan sköt mot den då den satt stilla helt nära dem.
Anna dömdes skyldig till 20 par ris, två slag vardera och uppenbar kyrkoplikt.